# Saint-Philippe-du-Seignal
Saint-Philippe-du-Seignal is een gemeente in het Franse departement Gironde (regio Nouvelle-Aquitaine) en telt 446 inwoners (2005). De plaats maakt deel uit van het arrondissement Libourne.

## Geografie
De oppervlakte van Saint-Philippe-du-Seignal bedraagt 3,4 km², de bevolkingsdichtheid is 131,2 inwoners per km².
De onderstaande kaart toont de ligging van Saint-Philippe-du-Seignal met de belangrijkste infrastructuur en aangrenzende gemeenten.

## Demografie
Onderstaande figuur toont het verloop van het inwonertal (bron: INSEE-tellingen).